# Jan Młynarczyk
Jan Maciej Młynarczyk (ur. 22 stycznia 1957) – polski działacz społeczny.

## Życiorys
Z wykształcenia jest fizykiem, pracuje jako przedsiębiorca. Jest prezesem zarządu Fundacji na rzecz Osób Niepełnosprawnych "Arkadia". Za swoją działalność społeczną otrzymał w 2014 Nagrodę im. księdza Józefa Tischnera.